# 長崎県央農業協同組合
長崎県央農業協同組合（ながさきけんおうのうぎょうきょうどうくみあい）は、長崎県諫早市に本店を置く農業協同組合である。通称JAながさき県央。統一金融機関コードは8813。

## 概要
2010年（平成22年）3月時点
- 本店 所在地 - 〒854-0055 長崎県諫早市栗面町174-1（北緯32度50分0.1秒 東経130度2分26.9秒 / 北緯32.833361度 東経130.040806度）
- 設立 - 2000年（平成12年）4月
- 出資金 - 51億円
- 総資産 - 1,543億円
- 単体自己資本比率 - 19.38%
- 組合員数 - 37,399（正規11,681・准25,718）
- 職員数 - 918
- 役員数 - 29
- 店舗数 - 支店・営農センター合わせて19カ所

## 事業区域
- 長崎県
  - 諫早市（旧多良見町除く）
  - 大村市
  - 東彼杵郡
    - 東彼杵町
    - 川棚町
    - 波佐見町

## 事業概要
- 信用事業

組合員・貯金者の財産管理（JAバンク）、営農・生活資金の借り入れ。
- 共済事業

万一の場合の人・家・車の補償。（JA共済）
- 指導事業

- 営農指導 - 農畜産物の栽培講習をはじめ、合理的な農業経営や営農組織の育成。
- 組織活動 - 女性部活動や青年部活動を通し、営農と生活の両面にわたる活動。
- 広報活動 - 組合員向け広報誌「JAながさき県央だより」の発行（毎月）。ケーブル放送を活用した広報活動。

- 購買事業

生活日用品から営農資材、燃料などの供給を通じ組合員の生活と営農の支援。
農産物直売所・Aコープ・ガソリンスタンド・葬祭式場の設置・運営。
- 利用事業

各集荷場や各種事業の事務局を運営し、組合員の営農環境の合理化・省力化・効率化。
- カントリーエレベーターやライスセンターにおける収穫米の調整・乾燥・貯蔵。
- みかん選果場等の各種選果場での出荷物を統一した規格で選別。

- 加工事業

東彼杵町製茶工場における「そのぎ茶」の製造。
- 販売事業

販路拡大や流通の円滑化。
米、イチゴ、馬鈴薯・茶・アスパラガスなどの園芸品や肉牛・肉豚等の畜産品を集荷・出荷。
- 旅行業務

旅行センターの運営。宿泊先・旅行券・JR券・高速バス等の予約取扱。

## 沿革
- 2000年（平成12年）4月 - 4農業協同組合（諫早、大村市、松原、東彼）の合併により、長崎県央農業協同組合が設立。
- 2001年（平成13年）4月 - 各地区営農センター、東彼杵製茶施設、馬鈴薯選果場、大村会館協同社をオープン。
- 2002年（平成14年）
  - 1月 - 臨時総代会を開催し、北高[2] 農業協同組合との合併を承認。
  - 4月 - 北高農業協同組合を吸収合併する。
  - 5月 - Aコープほっこう店を改装オープン。
  - 10月 - 2出張所（田下・音琴（ねごと））を閉店。
- 2003年（平成15年）
  - 4月
    - 大型直売所「きん彩」をオープン。
    - 支店統合・再編により店鋪数は32店鋪から18店鋪となる。
    - 閉店となった店舗
      - 支店（8支店） - 諫早・有喜（うき）・福重（ふくしげ）・萓瀬（かやぜ）・西大村・大村・三浦・高来西（たかきにし）
      - 出張所（6主張所） - 平似田（ひらにた）・大楠・石木・小串・大日・遠竹

  - 12月 - 農産物直売所「産直かやぜ」をオープン。
- 2004年（平成16年）
  - 6月 - 小野支店落成式を挙行。
  - 8月 - 真津山給油所（セルフ）を新装オープン。
  - 9月 - 川棚給油所（セルフ）を新装オープン。
- 2005年（平成17年）11月 - 北部物流センターが完成。
- 2006年（平成18年）
  - 1月 - 中部燃料配送センターを配置。
  - 4月 - そのぎ給油所を廃止。東部地区センターが南部営農センターと統合。飯盛馬鈴薯選果機を増設。
  - 11月 - 飯盛人参選果場を増設し、選果機を導入。
- 2008年（平成20年）
  - 3月 - 北高給油所（セルフ）を新装オープン。
  - 6月 - 玉葱選果施設を新設（場所 - 諌早市小野島町）。
- 2009年（平成21年）3月 - 千綿・そのぎの2支店[3] を統合し、東そのぎ支店とする。
- 2010年（平成22年）3月 - 南部営農センターを改築。

## 組織
2010年（平成22年）3月時点
- 総代会
  - 理事会
  - 監事会-代表監事-常勤監事

- 監査室
- コンプライアンス対策室

- 代表理事組合長

- 代表理事専務

- 常務理事

- 総務部

（庶務人事、経理・電算、予算統制、年度計画・中長期計画、固定資産新規取得・管理、組合員、企業開発、広報、補助金関係等の業務）
- 企画課
- 総務課
- 管理課（事務センター含む）
- 電算課
- 金融部

（貯金、年金、為替、窓口販売、資金運用、融資審査、固定化債権回収、観光企画等の業務）
- 業務課（旅行センター含む）
- 企画推進課
- 債権管理課
- 共済部

（保全、普及企画、事故相談等の業務）
- 長期保全課
- 短期保全課
- LA 課
- 事故相談課（事故相談室）
- 営農部・畜産部

（営農企画、営農指導、農政、農産、園芸、畜産、生産資材に関する業務）
- 生産指導課
- 指導振興課
- 販売課（直売所3カ所）
- 畜産課（放牧所、堆肥センター、人工授精、家畜診療所）
- 北部・中部・南部営農センター（物流センター、製茶工場、ライスセンター、カントリーエレベーター、育苗センター、選果場、種子センター）
- 経済部

（生活資材、生活指導、葬祭、燃料、農業機械、自動車に関する業務）
- 生活課（食材センター）
- 農業機械課（農機具センター3カ所、農機整備工場4カ所）
- 自動車課（自動車センター3カ所）
- 燃料課（プロパンセンター2カ所、燃料配送センター1カ所、給油所16カ所）
- 葬祭事業課（葬祭センター2カ所、斎場3カ所）
- Aコープ本店（西諫早店）

- 10店舗（本店除く）
- 支店16カ所

## 支店・施設

### 支店
支店数は16。真津山支店以外のすべての支所に総務金融課と営農経済課が置かれている。
諫早市（8店）
1. 諫早北支店 （きたいさはや、諫早市上大渡野町21-4、北緯32度53分15.5秒 東経130度1分25.4秒 / 北緯32.887639度 東経130.023722度）
2. 小野支店 （おの、諫早市小野町520-17、北緯32度50分2秒 東経130度5分11.5秒 / 北緯32.83389度 東経130.086528度）
3. 真津山支店 （まつやま、諫早市貝津町2239-2、北緯32度50分13.6秒 東経130度0分59.4秒 / 北緯32.837111度 東経130.016500度）
4. 森山支店 （もりやま、諫早市森山町田尻978、北緯32度50分2.4秒 東経130度8分7.4秒 / 北緯32.834000度 東経130.135389度）
5. 飯盛有喜支店 （いいもりうき、諫早市飯盛町開1929-5、北緯32度46分54.7秒 東経130度1分25.3秒 / 北緯32.781861度 東経130.023694度）
6. 長田支店 （ながた、諫早市長田町2515、北緯32度51分43.7秒 東経130度4分45.6秒 / 北緯32.862139度 東経130.079333度）
7. 高来支店（たかき、 諫早市高来町溝口335、北緯32度54分26.3秒 東経130度8分53.7秒 / 北緯32.907306度 東経130.148250度）
8. 小長井支店 （こながい、諫早市小長井町小川原浦471、北緯32度55分41.1秒 東経130度11分29.5秒 / 北緯32.928083度 東経130.191528度）
大村市（4店）
9. 大村中央支店（おおむらちゅうおう、大村市杭出津1丁目863-1、北緯32度54分37.1秒 東経129度57分4.9秒 / 北緯32.910306度 東経129.951361度）
10. 郡支店 （こおり、大村市竹松本町1055-8、北緯32度56分29.7秒 東経129度57分6.8秒 / 北緯32.941583度 東経129.951889度）
11. 三鈴支店 （みすず、大村市大里町28-1、北緯32度53分20.9秒 東経129度59分34.3秒 / 北緯32.889139度 東経129.992861度）
12. 大村北支店 （おおむらきた、大村市松原本町406-7、北緯32度58分25.5秒 東経129度56分42.7秒 / 北緯32.973750度 東経129.945194度）
東彼杵郡 東彼杵町（1店）
13. 東そのぎ支店 （ひがしそのぎ、東彼杵郡東彼杵町三根郷904-1、北緯33度2分28.8秒 東経129度55分14.6秒 / 北緯33.041333度 東経129.920722度）
東彼杵郡 川棚町 （1店）
14. 川棚支店 （かわたな、東彼杵郡川棚町下組郷385-1、北緯33度4分9.5秒 東経129度51分30.8秒 / 北緯33.069306度 東経129.858556度）
東彼杵郡 波佐見町（2店）
15. 波佐見南支店 （はさみみなみ、東彼杵郡波佐見町長野郷312、北緯33度7分8.2秒 東経129度52分22.2秒 / 北緯33.118944度 東経129.872833度）
16. 波佐見東支店 （はさみひがし、東彼杵郡波佐見町折敷瀬郷2117、北緯33度8分17.6秒 東経129度53分59.9秒 / 北緯33.138222度 東経129.899972度）

### その他の施設

#### 金融部
旅行センター
- 諫早旅行センター（本店内）
- 北部旅行センター（川棚支店内）

#### 共済部
事故相談センター
- 南部事故相談センター（諫早市、本店内）
- 東部事故相談センター（諫早市高来町峰3-2、旧高来西支店）
- 中部事故相談センター（大村市、大村中央支店内）
- 北部事故相談センター（川棚町、川棚支店内）

#### 営農部
営農センター
- 南部営農センター（諫早市小野島町2364、北緯32度51分4.4秒 東経130度5分25.4秒 / 北緯32.851222度 東経130.090389度）
- 中部営農センター（大村中央支店）
- 北部営農センター（川棚支店）

物流センター
- 南部物流センター（南部営農センター）
- 中部物流センター（大村中央支店）
- 北部物流センター（東そのぎ支店）

加工工場
- 東彼杵製茶工場（東彼杵町三根郷289-8）

ライスセンター
- 西地区ライスセンター（諫早市高来町峰7-1）
- 長里ライスセンター（諫早市小長井町大峰980-150）
- （大村）南部ライスセンター（大村市陰平町1803―1）
- （大村）北部ライスセンター（大村市今富町804）
- 2号ライスセンター（波佐見町岳辺田郷124）

カントリーエレベーター
- 1号カントリーエレベーター（諫早市森山町本村297―1）- 森山支店が管理。
- 2号カントリーエレベーター - 諫早北支店が管理。
- 3号カントリーエレベーター（諫早市小野島町1591）- 小野支店が管理。

選果場
- 人参・馬鈴薯選果場（諫早市早見町1332）
- 中部人参選果場（大村市竹松本町1113）
- みかん選果場（諫早市小長井町大峰980―6）
- 川棚みかん選果場（川棚町下組郷2042―2）

直売所
- きん彩（諫早市鷲崎町337―1）
- 産直かやぜ（大村市荒瀬町1037―1、旧萱瀬支店）
- グリーン東彼（川棚町下組郷2042―2）

#### 経済部
農機センター
- 南部農機センター（本店内）

- 長田農機整備工場（諫早市長田町2469）
- 北高農機整備工場（諫早市高来町溝口335）

- 中部農機センター（大村中央支店）
- 北部農機センター（川棚支店）

- 東彼杵農機整備工場（東彼杵町八反田郷1030）
- 波佐見農機整備工場（波佐見町田ノ頭郷216―4）

プロパンセンター
- 南部プロパンセンター（本店内）
- 中部プロパンガスセンター（大村北支店）

給油所
- 中部燃料配送センター

## 主な産物
- 米
- 馬鈴薯
- アスパラガス
- イチゴ
- 茶（そのぎ茶）
- 肉用牛
- 豚肉
- カーネーション